# Norton Energette
De Energette was de eerste motorfiets die het Britse merk Norton produceerde.

## Voorgeschiedenis
James Lansdowne Norton (1869-1925) richtte in 1898 aan Bradford Street in Birmingham de Norton Mfg. Company op. Zijn bedrijf maakte aandrijfkettingen en fietsonderdelen. Op het Europese vasteland werden toen al mondjesmaat motorfietsen gemaakt, maar in het Verenigd Koninkrijk was daar door de heel behoudende verkeerswetgeving (de Red Flag Act) nog geen sprake van. Norton maakte na 1900 wel eens een enkel verstevigd frame voor gemotoriseerde fietsen, waarbij de inbouwmotoren werden geïmporteerd. Europese fabrikanten als Minerva, Fafnir en anderen zagen wel brood in de levering van de inbouwmotoren nu de Britten op technisch gebied een grote achterstand hadden opgelopen. Norton ging frames maken voor het Franse Clément, maar vaak werden ook complete Clément-motorfietsen geproduceerd.

## Energette
Toen Norton in 1902 zijn "Energette" op de markt bracht, was dat dan ook een in licentie gebouwde Clément-motorfiets, hoewel de wielbasis iets groter was en de tank (bij Clément een klein trommeltje achter het zweefzadel) een groter, hoekiger exemplaar (flattank) onder de bovenste framebuis was.

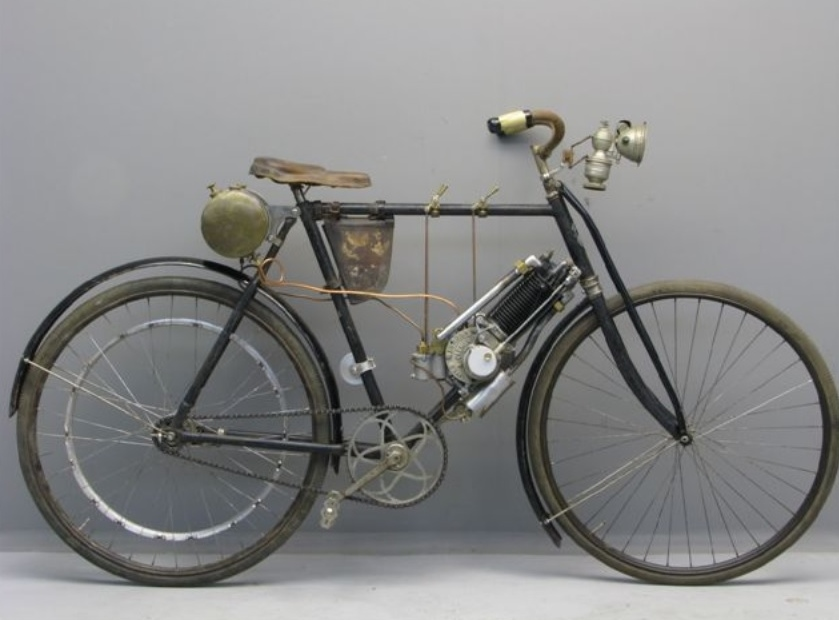
Hoewel dit een Clément uit 1905 is, geeft de machine een goed beeld van het uiterlijk van de Energette, die echter een veel grotere tank onder de bovenste framebuis had.

### Motor
De motor was een kop/zijklepmotor, waarbij de uitlaatklep door een nokkenas gestuurd werd, maar de inlaatklep automatisch werkte, een zgn. "snuffelklep". Achter het zadel zat in een houten kastje een kleine accu, die voor de ontsteking zorgde. Er was een total loss-smeersysteem toegepast: de berijder om de zoveel kilometer een klap op de oliepomp geven om de motor te smeren, waarna de smeerolie gewoon verbrand werd.

### Rijwielgedeelte
De Energette was voorzien van een gewoon fietsframe, zonder enige vorm van vering. Er was slechts 1 rem: een belt rim brake op de aandrijfpoelie in het achterwiel.

### Transmissie
De Energette had geen koppeling, versnellingsbak of versnellingsnaaf. Er liep een aandrijfriem rechtstreeks vanaf de krukas naar het achterwiel. Dat betekende dat de motor afsloeg als er gestopt werd, waarna hij weer kon worden aangefietst.
Vanaf 1907 werd de Clément-motor vervangen door een 375cc-V-twin van Moto-Rêve. Dit Zwitserse bedrijf verscheen in dat jaar op de Stanley Show met een inbouwmotor die toen al de naam "Energette" droeg. Met deze Zwitserse motor kon men de patenten van de bowdenkabel, die in Zwitserland niet golden, omzeilen en het was voor Moto-Rêve een ingang op de Britse markt. Met deze motoren werd de productie tot 1909 voortgezet.